# الخطاب المعادي للمثلية
الخطاب المعادي للمثلية أو الخطاب المعادي لمجتمع الميم (بالإنجليزية: Anti-LGBT rhetoric)‏ والشعارات المعادية للمثليين، هي تلك الموضوعات والشعارات التي استُخدمت ضد المثلية الجنسية أو غيرها من التوجهات الجنسية غير المغايرة، من أجل الحط من قدر المثليين والمثليات ومزدوجي التوجه الجنسي والعابرين جنسيًا (مجتمع الميم). تتراوح ما بين الإهانة والازدراء، وتعبيرات العداء تجاه المثلية الجنسية، وهي تقوم على أسس دينية أو طبية أو أخلاقية. يعتبر شكلًا من أشكال خطاب الكراهية، وهو غير قانوني ويعاقب عليها القانون في دول مثل هولندا، والنرويج، والسويد.
للخطاب بشكل عام أساس أيديولوجي في الانحياز الجنسي المغاير، ويمكن أن يكون مدفوعًا برهاب المثلية، ورهاب ازدواجية التوجه الجنسي، ورهاب العابرين أو مغايري الهوية الجندرية.
لا تعتبر الشعارات المدرجة عبارات هجاء وحسب، ولكنها تمثل حججًا تُستخدم عادة للتعبير عن معارضة حقوق أفراد مجتمع الميم، أو معارضة القبول التام لأفراد مجتمع الميم.

## الموضوعات
تجلّت بعض المفاهيم والحجج ضد الرغبة مثلية الجنس والممارسات مثلية الجنس على مر القرون، على الرغم من أن أهمية الحجج المحددة قد اختلفت من ثقافة إلى أخرى، إذ يعتبر الانشغال بإساءة معاملة الأطفال مثلًا، مصدر قلق حديث إلى حد كبير.
يمكن أن يكون الخطاب المعادي للمثليين تحت عنوان أن المثلية الجنسية تتعارض مع ما يُعتبر قيمًا عائلية تقليدية، أو أن المثلية الجنسية هي حصان طروادة، أو أنها «تدمر العائلات» والبشرية، من خلال استقدام المثلية التي ستؤدي إلى انقراض البشرية.
عُثر على عرض شامل لجميع الآراء المعادية للمثلية الجنسية في الولايات المتحدة في 1964، في تقرير فلوريدا التشريعي بعنوان المثلية الجنسية والمواطنة في فلوريدا (الكتيب الأرجواني).

### الإعلان عن أن الرغبة المثلية غير طبيعية
تعود هذه التهمة المعينة إلى أفلاطون، الذي جادل بأن ممارسة الجنس المثلي كان «خارجًا عن الطبيعة».
طَبّبت مؤسسة الطب النفسي الرغبة الجنسية المثلية ذات مرة. أُزيلت المثلية الجنسية في عام 1973 من الدليل التشخيصي والإحصائي للاضطرابات النفسية (دي إس إم) كاضطراب نفسي في الولايات المتحدة، لأنه لم يكن مدعومًا بأدلة علمية ولم يستوف معايير الاضطراب النفسي. أثار نشطاء مجتمع الميم هذه القضية بعد أعمال شغب ستونوول في مدينة نيويورك.